# لژیونلا
لژیونلا (به انگلیسی: Legionella) نوعی باسیل هوازی است که فاقد قدرت تولید هاگ بوده و دارای یک تاژک است. زیستگاه این باکتری در محیط‌های آبی است و معمولاً با آمیب‌ها همزیستی دارد. در محیط‌های مرطوب با دمای ۲۵ تا ۴۵ درجه سانتیگراد در خاک هم می‌تواند زنده بماند.
لژیونلا معمولاً در سیستم‌های آب‌رسانی، منابع آبی، سیستم‌های تهویه مرکزی، کولرهای آبی و رطوبت‌سازها زندگی کرده و از طریق انتشار قطرات ریز آب در هوا منتشر می‌شود. نوعی از بیماری سینه‌پهلو (بیماری لژیونر) است که توسط گونه لژیونلا پنوموفیلا ایجاد می‌شود.
شیوه متداول شناسایی آب آلوده به این باکتری قرار دادن نمونه آب در ظرف پتری به مدت ۱۰ تا ۱۴ روز و بررسی رشد کلونی باکتری است. رشد این باکتری به گونه‌ای است که ظرف مدت یک هفته به آستانه شیوع بیماری می‌رسد و لازم است به سرعت منبع آن شناسایی شود.
لژیونلا سرده (جنس) مهمی از باکتری‌های گرم منفی متعلق به شاخه پروتئوباکتریا، رده گاماپروتئوباکترها هستند. گونه‌های این سرده اغلب باسیل‌های گرم منفی، هوازی، بدون قدرت هاگ‌سازی، دارای شکل‌های مختلف (پلئومورفیک) و دارای یک تاژک هستند. لژیونلا پنوموفیلا عامل ۵٪ از پنومونی‌ها در جامعه است. جنس لژیونلا، انگل اختیاری درون سلولی است. این باکتری‌ها باسیل‌های گرم منفی با اندازه تقریبی ۰٫۵–۰٫۷ میکرون عرض و ۲–۴ میکرون طول هستند.
لژیونلاها چندریختی (پلی‌مورفیسم) دارند و در محیط‌های کشت کهنه، شکل‌های طویل تری تا حدود ۲۰ میکرون را نشان می‌دهند.
کپسول و اسپور ندارند اما حاوی پیلی هستند.
جنس لژیونلا در طبیعت یافت می‌شود، به ویژه در آب دریاچه‌ها، جوی‌ها، رودخانه‌ها و قله‌های برفی. اعضای این جنس در فلور طبیعی انسان یافت نمی‌شوند. اغلب به‌طور ضعیف با رنگ‌آمیزی گرم رنگ نشده و در نمونه‌ها بالینی رنگ آمیزی شده دیده نمی‌شود. برای رنگ آمیزی گرم می‌بایست از لژیونلاهای رشد کرده ر روی محیط آگار استفاده می‌شود. با توجه به اینکه باکتری‌ها با سافرانین به‌طور ضعیفی رنگ می‌گیرند از این رو از فوشین بازی (۰٫۱ درصد) بجای آن استفاده می‌شود.